# Iranoleon septimus
Iranoleon septimus är en insektsart som beskrevs av Hölzel 1972. Iranoleon septimus ingår i släktet Iranoleon och familjen myrlejonsländor. Inga underarter finns listade i Catalogue of Life.